# Luigi Gelmetti
Luigi Gelmetti , född 1829, död 1899, var en italiensk språkman.
Gelmetti var lärare i italiensk litteratur vid en teknisk skola i Milano och skrev flera arbeten emot den toskanska dialektens upphöjelse till italienskt riksspråk.